# Tillväxtens gränser
Tillväxtens gränser, (Limits to Growth), är en rapport framtagen av Romklubben 1972, som sålt i mer än 30 miljoner exemplar på omkring 30 språk. Den utkom i en omarbetad utgåva 2004. Boken blev mycket kritiserad för att den menas företräda nymalthusianism, eftersom den lägger fram argument för att jordens tillgångar inte räckte till för den ekonomiska tillväxten på grund av den snabba befolkningstillväxten. Särskilt oljeindustrin ansåg de vara i riskzonen. Den fick även kritik för bristande vetenskaplighet, men den räknas också som ett portalverk för den nya miljörörelsen då den påvisade hur resursbegränsning omöjliggör obegränsad ekonomisk tillväxt.

## Utgåvor
- Meadows, Donella H.; Meadows Dennis L., Randers Jørgen, Behrens William W. III (1972) (på engelska). The limits to growth: a report for The Club of Rome's project on the predicament of mankind. London: Earth Island. Libris 6134207. ISBN 0-85644-008-6. http://www.donellameadows.org/wp-content/userfiles/Limits-to-Growth-digital-scan-version.pdf
  - Meadows Dennis L., red (1972). Tillväxtens gränser: en rapport utarbetad för Romklubbens projekt "Mänsklighetens situation". Ekonomi och samhälle, 99-0119059-2. Översättning: Margareta Eklöf. Stockholm: Bonnier. Libris 7143832. ISBN 9100379115
  - Meadows, Donella H.; Randers Jorgen, Meadows Dennis L. (2004) (på engelska). Limits to growth: the 30-year update. White River Junction: Chelsea Green Publishing Company. Libris 9625330. ISBN 9781931498517